# Psaenythia hubrichiana
Psaenythia hubrichiana är en biart som beskrevs av Holmberg 1921. Psaenythia hubrichiana ingår i släktet Psaenythia och familjen grävbin. Inga underarter finns listade i Catalogue of Life.